# Azzedine Alaïa
Azzedine Alaïa (عز الدين عليّة) (Tunis, Tunísia, 1935 – Paris, França, 18 de Novembro de 2017), foi um estilista tunisino que ficou particularmente bem-sucedido nos anos 80.

## Biografia
Trabalhou com supermodelos da década de 1980, como Grace Jones, Stephanie Seymour e Linda Evangelista, além da cantora Tina Turner; ainda nos anos 80, a brasileira Luiza Brunet chegou a participar de um desfile de Alaïa. Mais recentemente, os seus vestidos foram usados por figuras públicas como as cantoras Lady Gaga e Rihanna, a modelo Naomi Campbell e a ex-primeira-dama dos Estados Unidos Michelle Obama.
Filho de fazendeiros e nascido na Tunísia, Alaïa estudou no Instituto Superior de Belas Artes de Tunes da cidade de Tunis, desejando ser escutor. Chegou a Paris em 1957, com o fim da Guerra da Argélia e, antes de ficar conhecido em sua carreira de estilista, chegou a trabalhar como babá para se manter na capital francesa.
Com a morte de Christian Dior, sua grife passou então a ser comandada por Yves Saint Laurent, que contratou Azzedine Alaïa para trabalhar como alfaiate nela. Todavia, Azzedine ficou apenas dias na grife, pois, como imigrante, não tinha a documentação necessária para manter-se no emprego.
Antes de conquistar clientela própria e abrir um pequeno atelier no final da década de 1970, Azzedine passou pelas grifes Guy Laroche e Thierry Mugler.
A maison de Azzedine Alaïa conquistou fama mundial na década de 1980 com suas criações fetichistas que tratavam o corpo feminino de forma escultural.
Em 2011, John Galliano acabou por proferir insultos antissemitas num bar de Paris e foi afastado da grife Christian Dior. Diante disto, Azzedine Alaïa foi convidado a assumir o comando da maison Dior, mas preferiu não aceitar a proposta.
Após seis anos sem atividade, Azzedine retornou à semana de alta-costura parisiense em julho de 2017, para apresentar o sua coleção outono-inverno 2018. O desfile foi aberto por Naomi Campbell e recebeu elogios pela crítica especializada.
Vítima de uma queda em sua casa, no dia 8 de novembro de 2017, desde então, ele ficou em coma no Hospital Lariboisière, em Paris.

## Homenagens
Alaïa contava com admiradores entre seus colegas de profissão. Em 2000, quando comandava a Louis Vuitton, o estilista norte-americano Marc Jacobs fez um desfile em homenagem a Azzedine Alaïa.
A obra de Alaïa ainda foi tema de uma exposição, em 2000, no Museu Guggenheim de Nova York.